# Réu

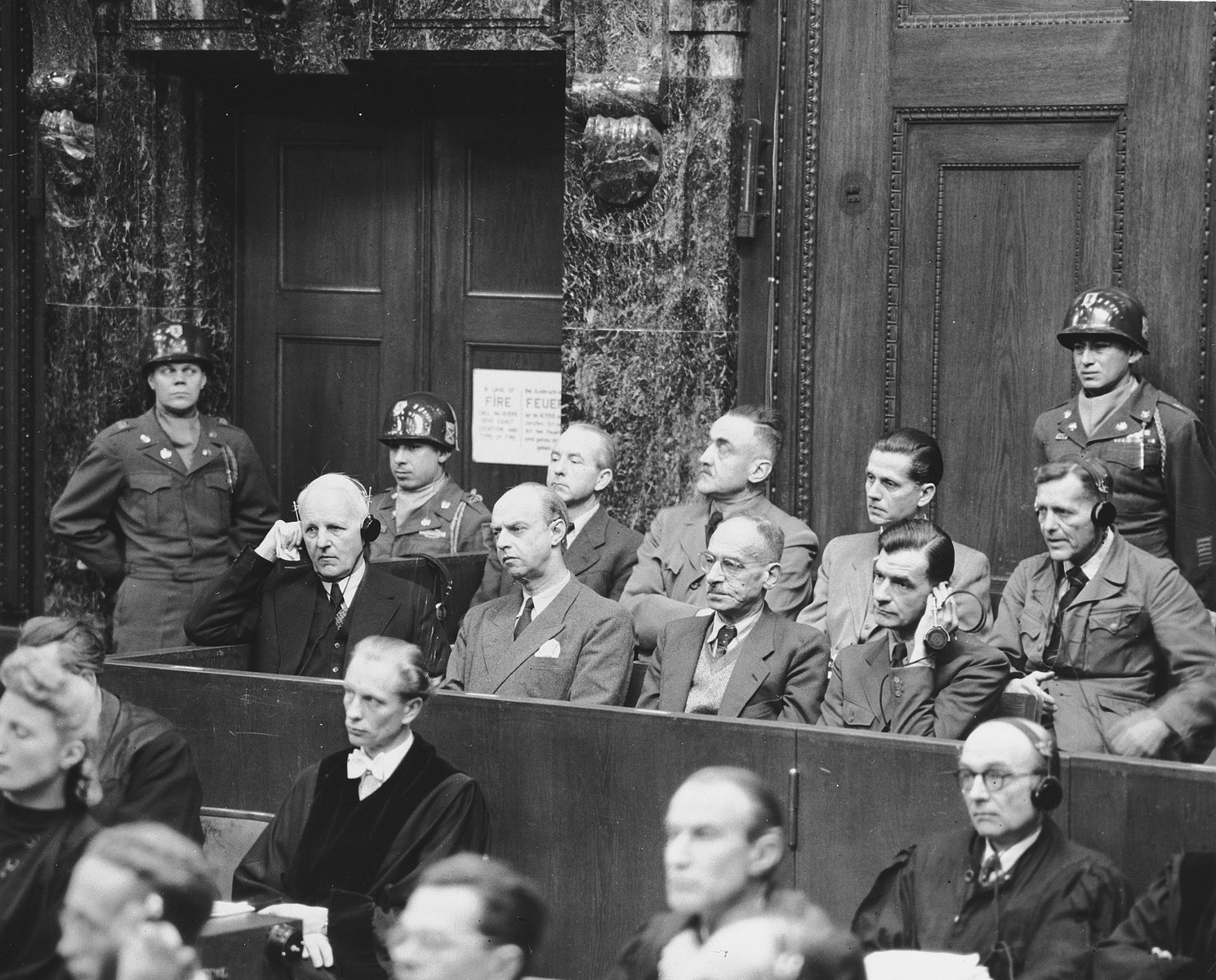
Réus nos julgamentos de Nuremberg, em 1947.

Réu (feminino: Ré) é, no direito, a parte que sofre uma ação no processo judicial, em contraposição ao autor da ação. Que ou quem tem culpa ou é acusado de ter culpa. Em alguns sistemas legais, como o português, apenas é designado réu a parte demandada num processo civil, cabendo-lhe a designação de "arguido" no processo penal.

## Etimologia e acepção vulgar
A palavra vem do latim reu, designando a pessoa contra quem foi intentada uma ação.
Em razão desse significado, como substantivo, vulgarmente teve seu conceito, como adjetivo, associado à culpa. Seria, assim, um sinônimo de culpado. Entretanto, a condição de culpabilidade prévia atenta contra princípios básicos dos direitos individuais, quais sejam: a "presunção da inocência" (expressa no enunciado: ninguém pode ser considerado culpado sem uma prévia sentença condenatória) ou mesmo o basilar "direito do contraditório" (segundo o qual todos têm o direito de apresentar sua defesa).
Um claro exemplo de como esta acepção é preconceituosa e eivada de erros dá-se largamente na esfera civil, em casos como ações de divórcio litigioso (onde o autor será aquele que primeiro deu entrada no pedido), ações de interdição, curatela ou tutela (quando o réu, em geral, é incapaz, quer por ser menor de idade, oligofrênico ou mesmo não possuir plena capacidade de compreensão dos fatos). Na esfera criminal, é comum a existência, por exemplo, da chamada litigância de má-fé, quando alguém imputa equivocadamente a outrem a prática delituosa - afora os incontáveis casos do chamado erro judiciário, quando o Poder Judiciário, junto aos seus órgãos auxiliares (Ministério Público e Polícia Investigativa ou Judiciária), imputa, erroneamente, a um inocente, a responsabilidade por um crime.

## Concepção jurídica
O réu é toda parte, pessoa física ou jurídica, de direito público ou privado, contra a qual é movido um processo, quer civil (de família, comercial, de estado, etc.), criminal, trabalhista, militar, previdenciário, etc.
Ao réu, cabe o oferecimento de resposta - também, em alguns casos, chamada contestação -, na qual este apresenta uma defesa.
Nesta defesa, é possível que o réu remeta a responsabilidade de um fato ao próprio autor, impetrando a chamada "reconvenção" - que, na prática, é uma nova ação, feita nos mesmos autos, desta feita com as partes invertidas: o autor passa à condição de "reconvindo", e o réu será o "reconvinte". Embora pouco utilizada, uma vez que na própria defesa o assunto pode ser dirimido, a reconvenção é uma clara demonstração da possibilidade de alguém, utilizando-se dos recursos judiciais, procurar obter uma vantagem sobre seu adversário, impetrando uma ação antes deste, mesmo que, contra si, esteja o direito.
Apesar de incorrer em ilícito, nem sempre aquele que praticou um ato ilícito (por exemplo, matar alguém) virá a ser necessariamente um réu: diversas hipóteses existem em que o autor de fato considerado delituoso não será alvo de processo, como em casos em que houve patente legítima defesa, por exemplo.

## Defesa
A defesa oferecida tempestivamente (dentro do prazo) é ato essencial para que se possa proceder a qualquer julgamento. A Justiça não pode ser parcial, e o juiz somente poderá deliberar a quem assiste a razão - em qualquer processo, de qualquer que seja a sua natureza - após ponderar sobre as alegações e provas apresentadas por ambas as partes.
O juiz, portanto, que - assim como crê o vulgo - tenha formada uma opinião prévia - deve dar-se por suspeito e afastar-se do caso: a defesa não pode ser prejudicada, assim como os argumentos do autor.
Nesta peça processual, o réu pode alegar diversas razões em seu favor. Desde negar a existência de provas, bem como sua insuficiência, falsidade, etc., bem como apresentar as suas.
Além de tudo, este é o momento processual em que pode o réu manifestar-se e expor todos os argumentos que julgar válidos para a formação da opinião do poder judicante.
O réu, de acordo com o artigo 297 do Código de Processo Civil Brasileiro, tem um prazo de 15 dias para apresentar sua contestação, exceção ou reconvenção quanto aos fatos alegados na inicial demandada pelo autor da ação. Caso o réu não apresente sua resposta dentro do prazo determinado, o juiz da causa considerará, como verdadeiros, os fatos afirmados pelo autor, constituindo-se à revelia e dando andamento ao processo in beneficium partis actor probat actionem (traduzido do latim, "em benefício do requerente que move a ação").